# Alexandru Nicolici
Alexandru Nicolici, romunski general, * 19. februar 1892, † 20. januar 1953.